# Jozef Buránsky
Jozef Buránsky (1. září 1937 Šurany – 9. března 2005 Odolov) byl československý fotbalista, záložník.

## Fotbalová kariéra
V československé lize hrál za Spartak Hradec Králové, s nímž získal roku 1960 historický titul mistra, jediný v dějinách klubu a první, který v československé lize putoval mimo Prahu a Bratislavu. Nastoupil v 67 ligových utkáních a dal 6 ligových gólů. V Poháru mistrů evropských zemí nastoupil v 1 utkání. Za Hradec nastoupil celkem v 74 utkáních.

## Ligová bilance
| Ročník                                   | Zápasy | Góly | Klub                   |
| ---------------------------------------- | ------ | ---- | ---------------------- |
| 1. československá fotbalová liga 1959/60 | 7      | 1    | Spartak Hradec Králové |
| 1. československá fotbalová liga 1960/61 | 16     | 2    | Spartak Hradec Králové |
| 1. československá fotbalová liga 1961/62 | 22     | 2    | Spartak Hradec Králové |
| 1. československá fotbalová liga 1962/63 | 20     | 1    | Spartak Hradec Králové |
| 1. československá fotbalová liga 1963/64 | 1      | 0    | Spartak Hradec Králové |
| 1. československá fotbalová liga 1965/66 | 1      | 0    | Spartak Hradec Králové |
| CELKEM                                   | 67     | 6    |                        |